# 공명당 (1964년)
공명당(公明党 고메이토[*], 영어: Komeito, KM)은 일본의 보수 중도주의 정당이었다. 1964년 11월 17일 창당되었다가, 1994년 의원중 대부분이 신진당으로 입당하였고, 1998년 11월 7일 해산되어 일본의 불교 정치 정당인 공명당으로 이어졌다.

## 같이 보기
- 일본사회당
- 자유민주당 (일본)
- 공명당
- 일본의 정치
- 사회민주당 (일본)